# St. Rupert und St. Maximilian
Koordinaten: 47° 52′ 3,9″ N, 12° 38′ 53,6″ O

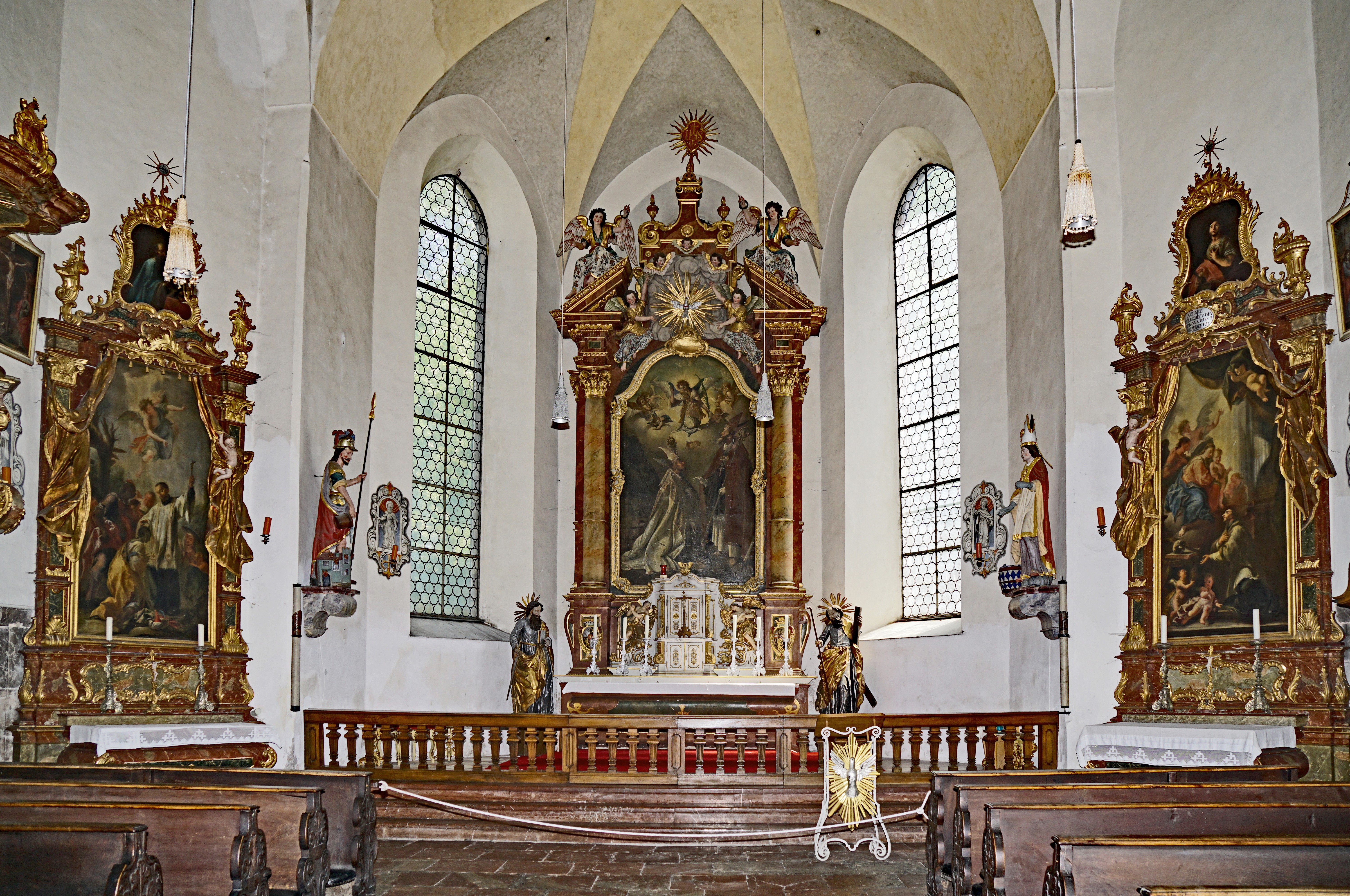
Innenansicht

Die Kapelle der Saline Traunstein St. Rupert und St. Maximilian (auch Aukirche) ist eine römisch-katholische Kapelle am Karl-Theodor-Platz in der Au in Traunstein. Sie wurde 1630/31 durch den in Traunstein beheimateten Maurermeister „Wolf“ (Wolfgang) König nach den Plänen des Hofmaurermeisters Isaak Bader erbaut und ist unter der Nummer D-1-89-155-22 in die Bayerische Denkmalliste eingetragen.

## Gebäude
Die Kapelle kombiniert Zentral- und Längsraum, Turm und Kuppel, Renaissance- und Gotikformen nach Autor Joseph Liegl (1984) jeweils einzigartig.

## Baugeschichte
Den Auftrag zum Bau gab das Kloster Seeon bzw. Kurfürst Maximilian I. Der einheimische Maurermeister Wolf König erbaute die Kapelle 1630/31, die Pläne dazu entwarf Hofmaurermeister Isaak Bader.
1671 wurde die vierzig Jahre zuvor erbaute Kapelle geweiht. Sie trägt das Doppelpatrozinium der als Heilige verehrten Bischöfe Rupert von Salzburg und Maximilian von Celeia.

## Innenausstattung

### Gemälde

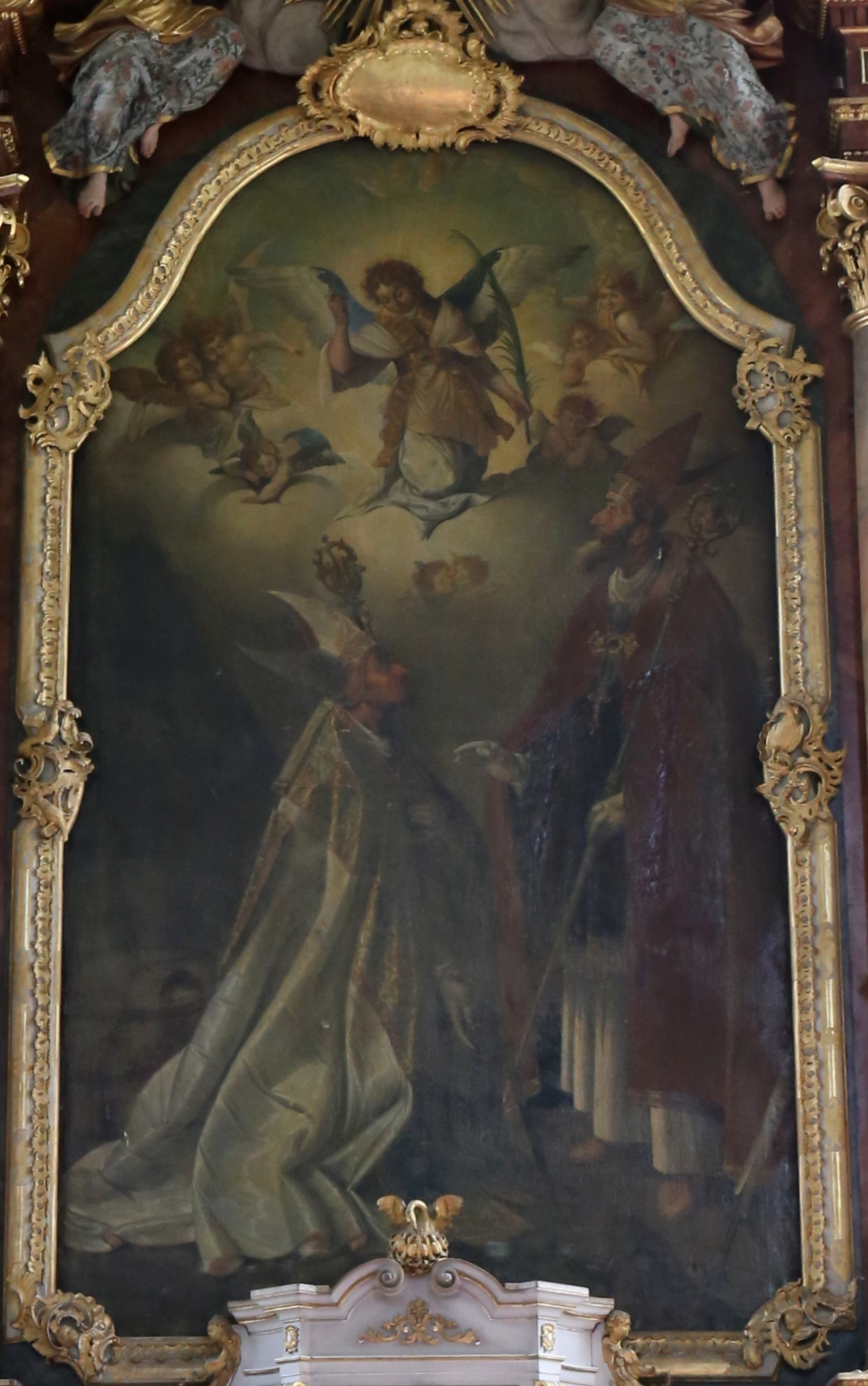
Hauptaltarbild von Ulrich Loth: Bischöfe Rupert von Salzburg (links) und Maximilian von Celeia (rechts)

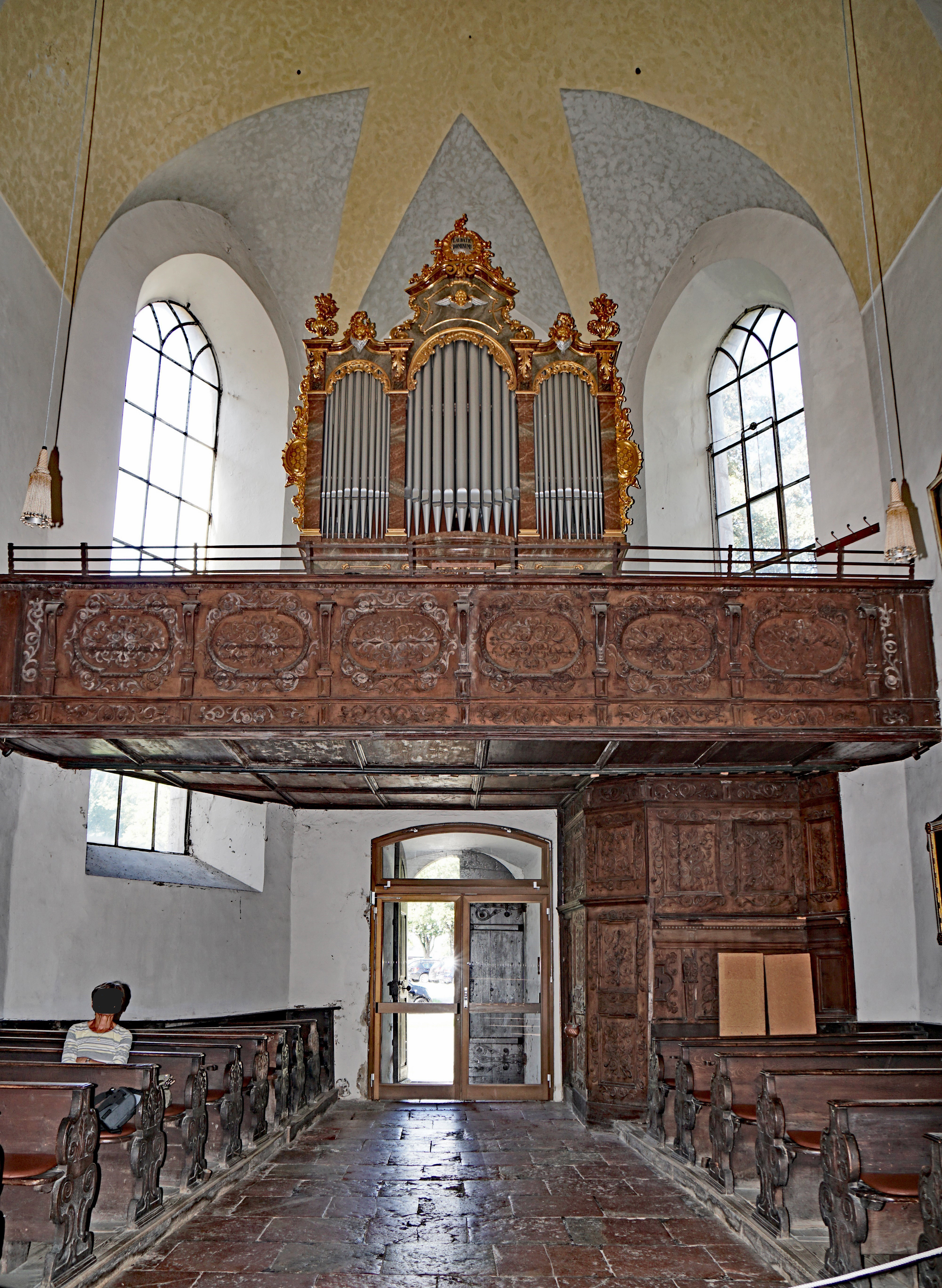
Blick zur Orgelempore

Der Münchner Maler Ulrich Loth († 1662) stellte nach Auftrag von Kurfürst Maximilian die Patrone auf dem Altarbild dar, das die Unterworfenheit der Salzburger Kirche vor dem Herzog Maximilian (erst 1623 Kurfürst) nach dessen Sieg im Salzkrieg von 1611 zwischen Bayern und dem Land Salzburg versinnbildlichen sollte.
Sowohl Johann Schöpf (ob Johann Nepomuk Albert Schöpf oder Johann Adam Schöpf ist wohl nicht feststellbar) als auch Rottmayr von Rosenbrunn malten weitere „Altarbilder“ für die Salinenkapelle, wobei ein Teil dieser Bilder aber zum heutigen Zeitpunkt wohl nicht mehr in der Salinenkapelle vorhanden ist.
Von „einigen anmutige[n] Altarbilder[n]“ von Rottmayr, von denen in einem Reisehandbuch von 1861 zu lesen war, findet sich in der heutigen Beschreibung der Website Stadtkirche Traunstein keine Erwähnung. Die Gemälde Schöpfs aus dem Jahr 1756 Maria Verkündigung und Der hl. Franz Xaver als Missionar wurden nach Darstellung Georg Paulas im Jahr 1993 auf dem Frankfurter Kunsthandel vermarktet. Nach der Website der Stadtkirche befinden sich über den beiden Seitenaltären von 1756 zwei Gemälde von Schöpf vom hl. Franz Xaver (nördlich) und der Verzückung des hl. Johannes Nepomuk. Die Darstellung, auf die Paula sich bezieht („Der hl. Franz Xaver als Indienmissionar“), entspricht dem heutigen Altarbild des linken (nördlichen) Seitenaltars (2019). Der südliche Seitenaltar hingegen zeigt das von Schöpf geschaffene Gemälde Verzückung des hl. Johannes Nepomuk bzw. Der hl. Johann von Nepomuk.

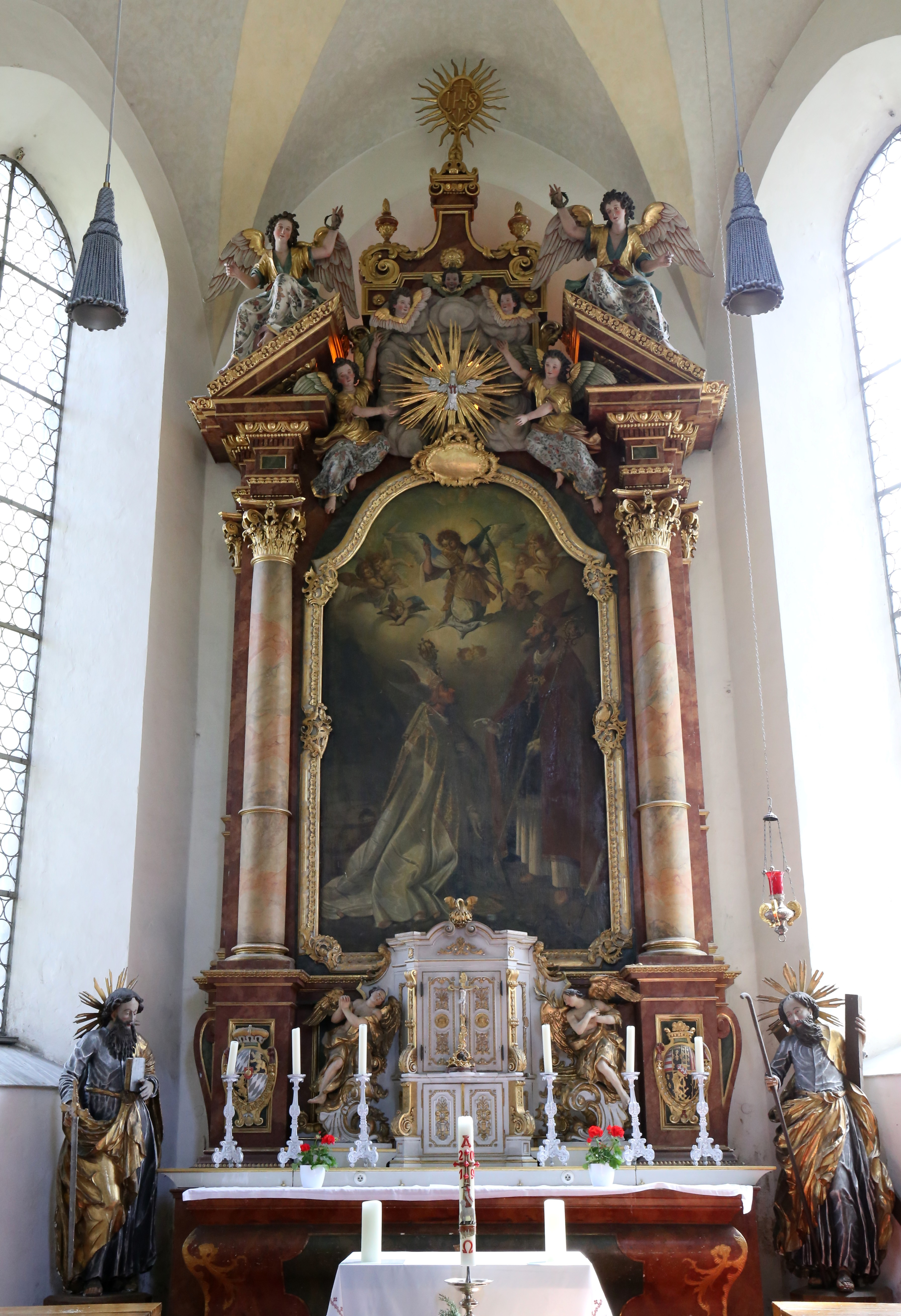
Der Hochaltar
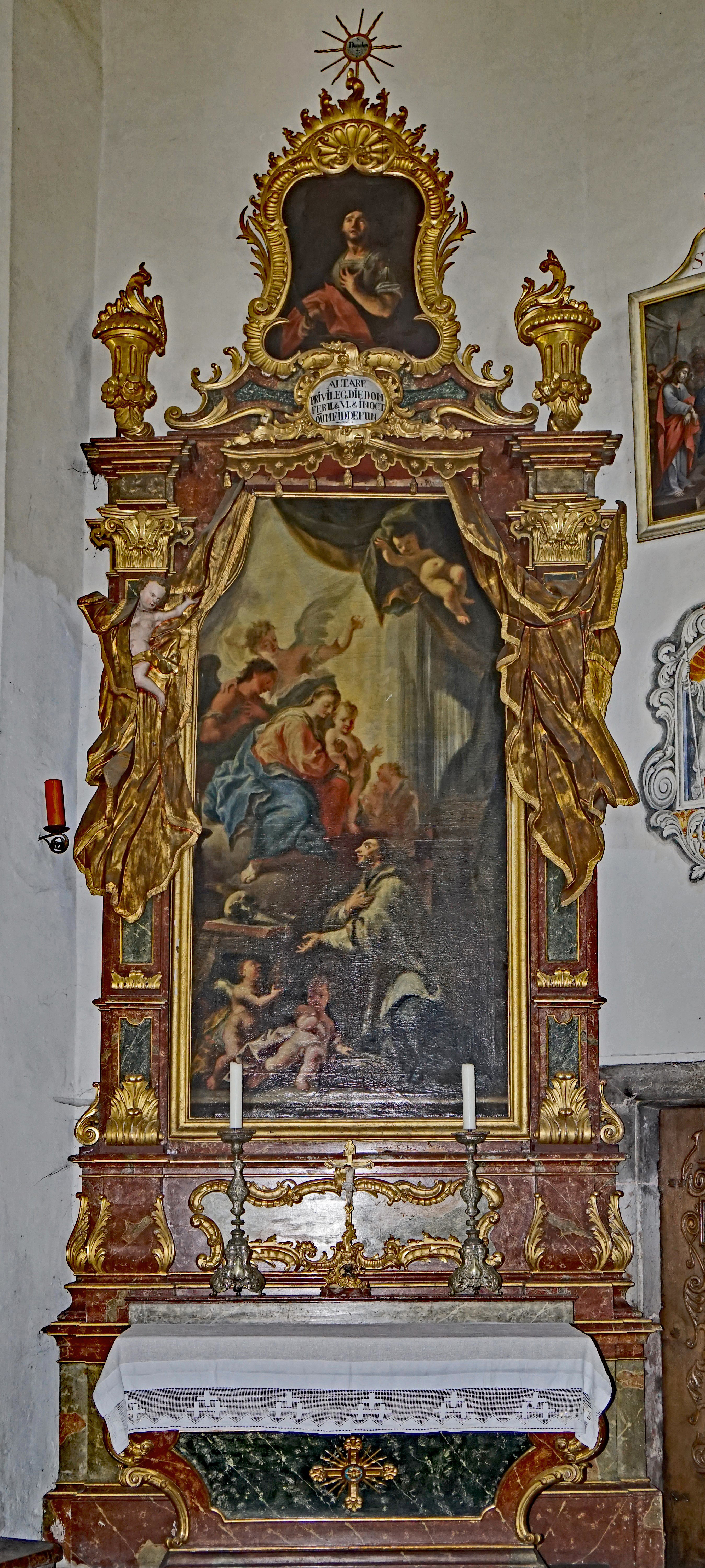
Rechter Seitenaltar

### Altäre
Seitlich des Hauptaltars befinden sich zwei um das Jahr 1700 bildgehauene Skulpturen: links der Apostel Paulus (mit Buch und Schwert) und rechts der Apostel Andreas (mit Hirtenstab und Andreaskreuz).
Der frühbarocke zweisäulige Ädikula-Altar selbst wurde im Jahr 1631 von Münchner Arbeitern geschaffen und ungefähr im Jahr 1760 in den Rokoko-Stil umgearbeitet.
Die Seitenaltäre aus dem Rokoko sind „wahrscheinlich“ Werke von Tischler Johann Georg Pflaumer und Bildhauer Johann Dersch aus dem Jahr 1756. Der Entwurf stamme „möglicherweise“ aus München.

### Weitere Ausstattung
Zur weiteren Einrichtung gehören die barocke Kanzel, ein barocker Beichtstuhl, Konsolfiguren und Kreuzweg-Gemälde.

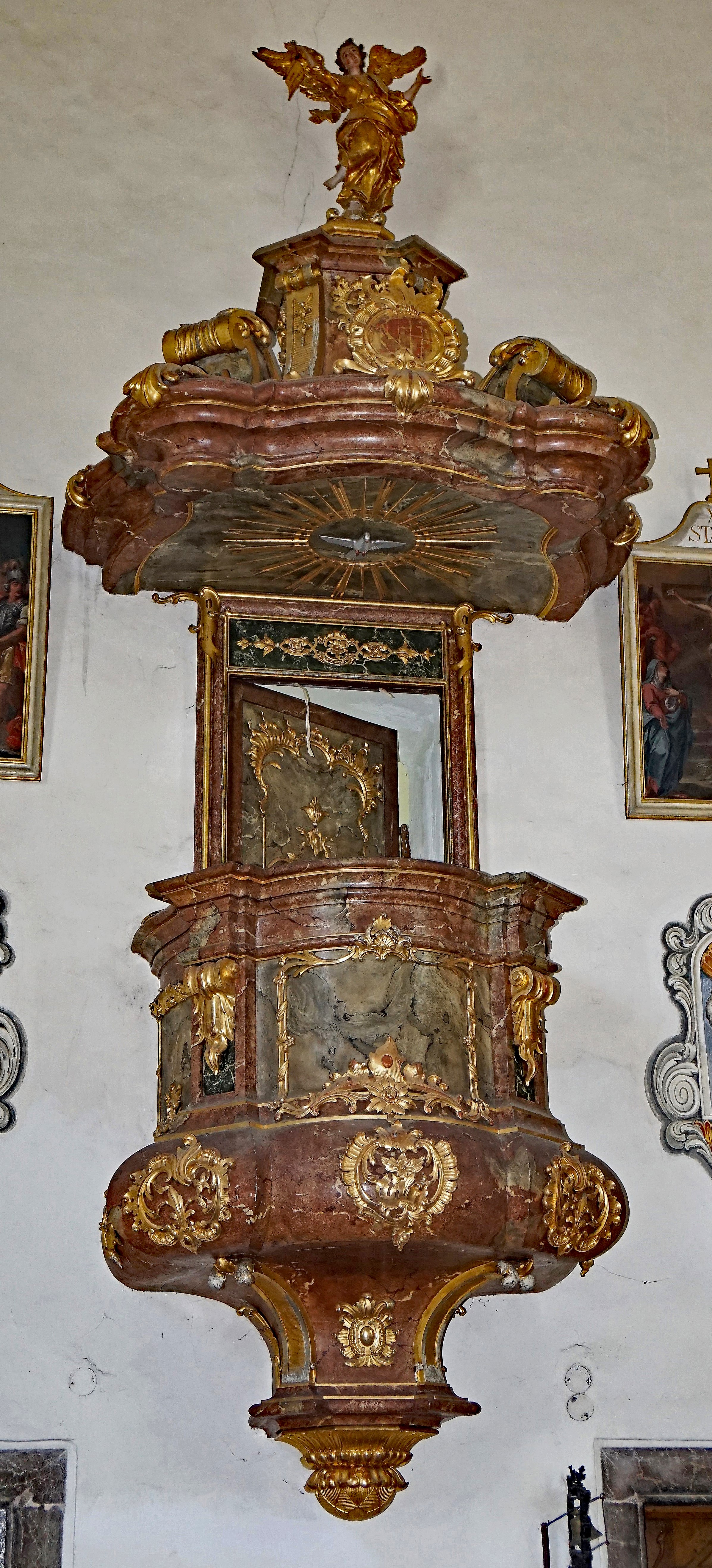
Die Kanzel
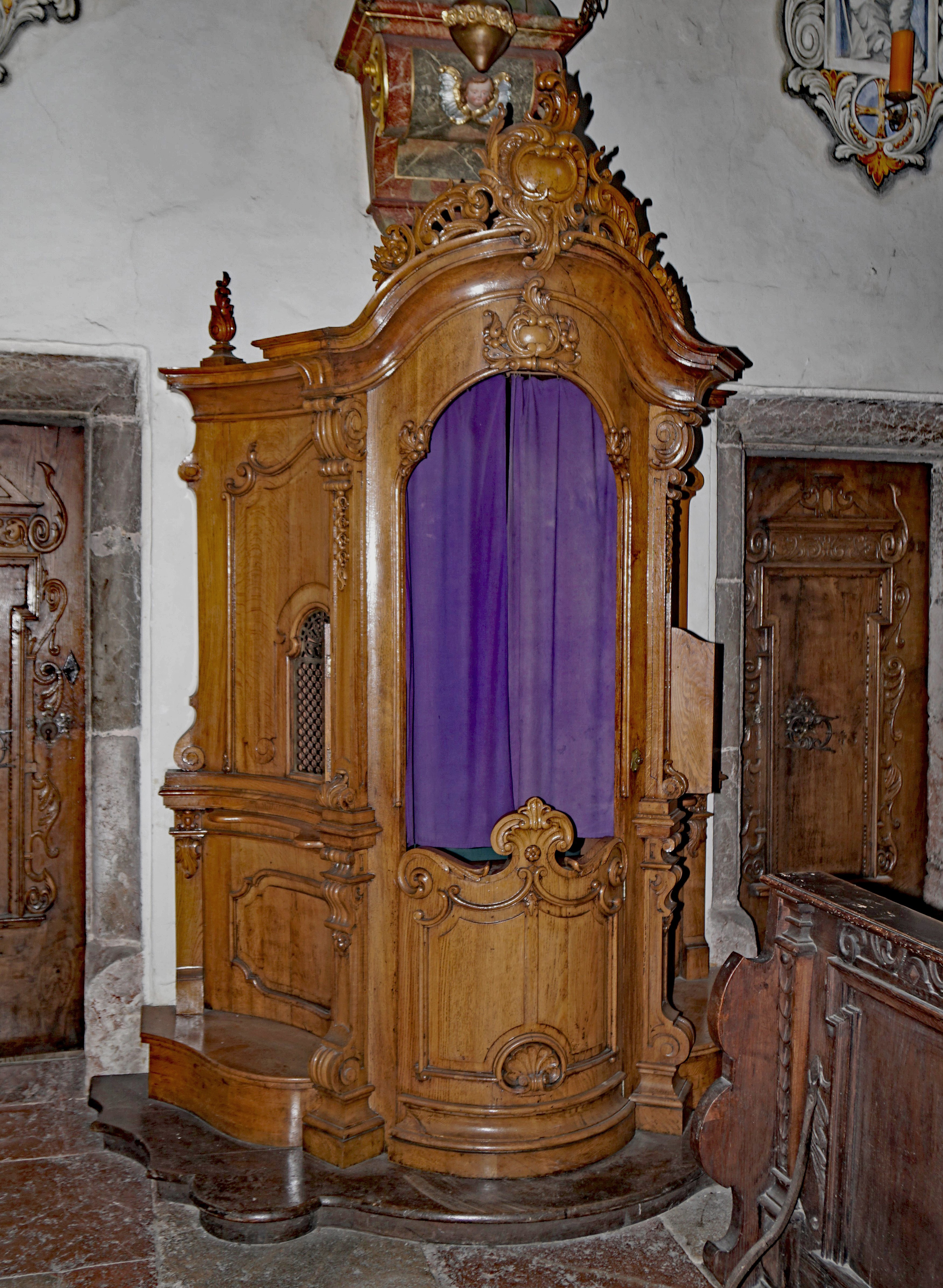
Beichtstuhl
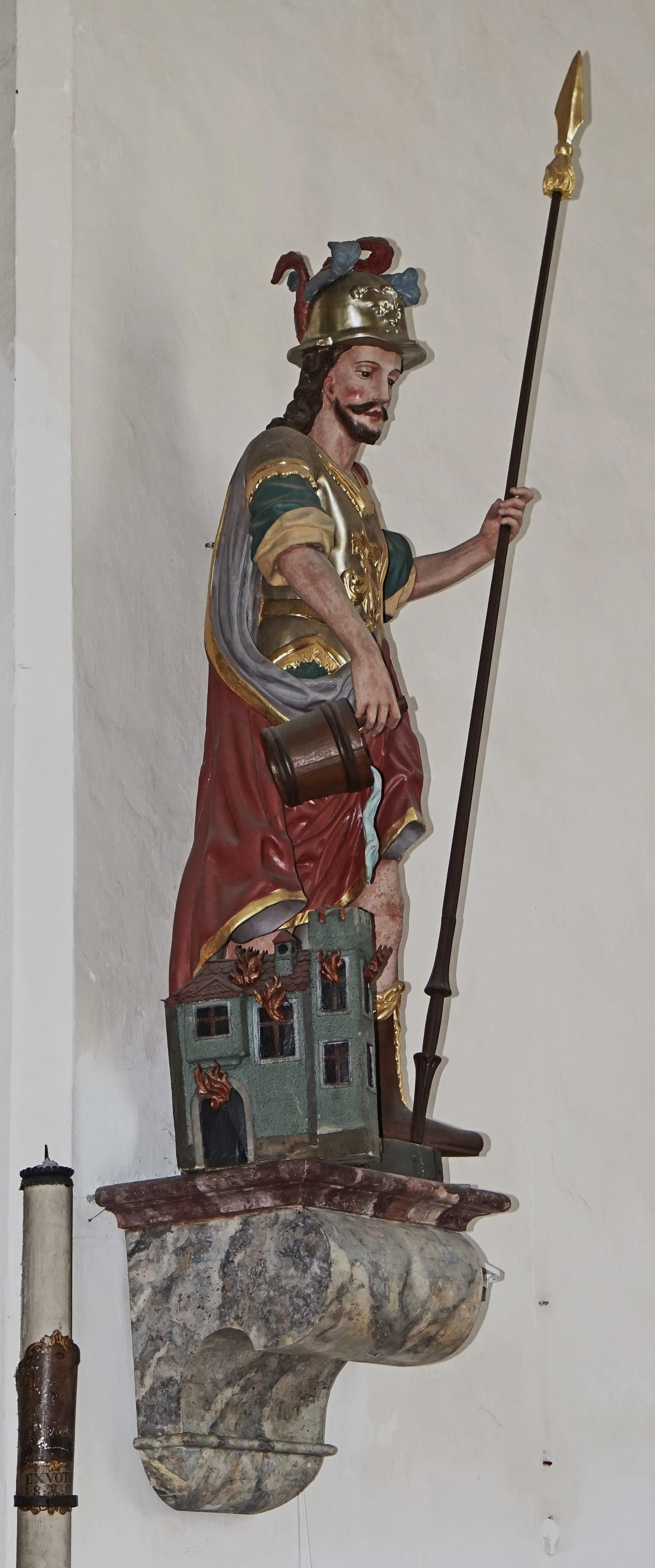
Hl. Florian
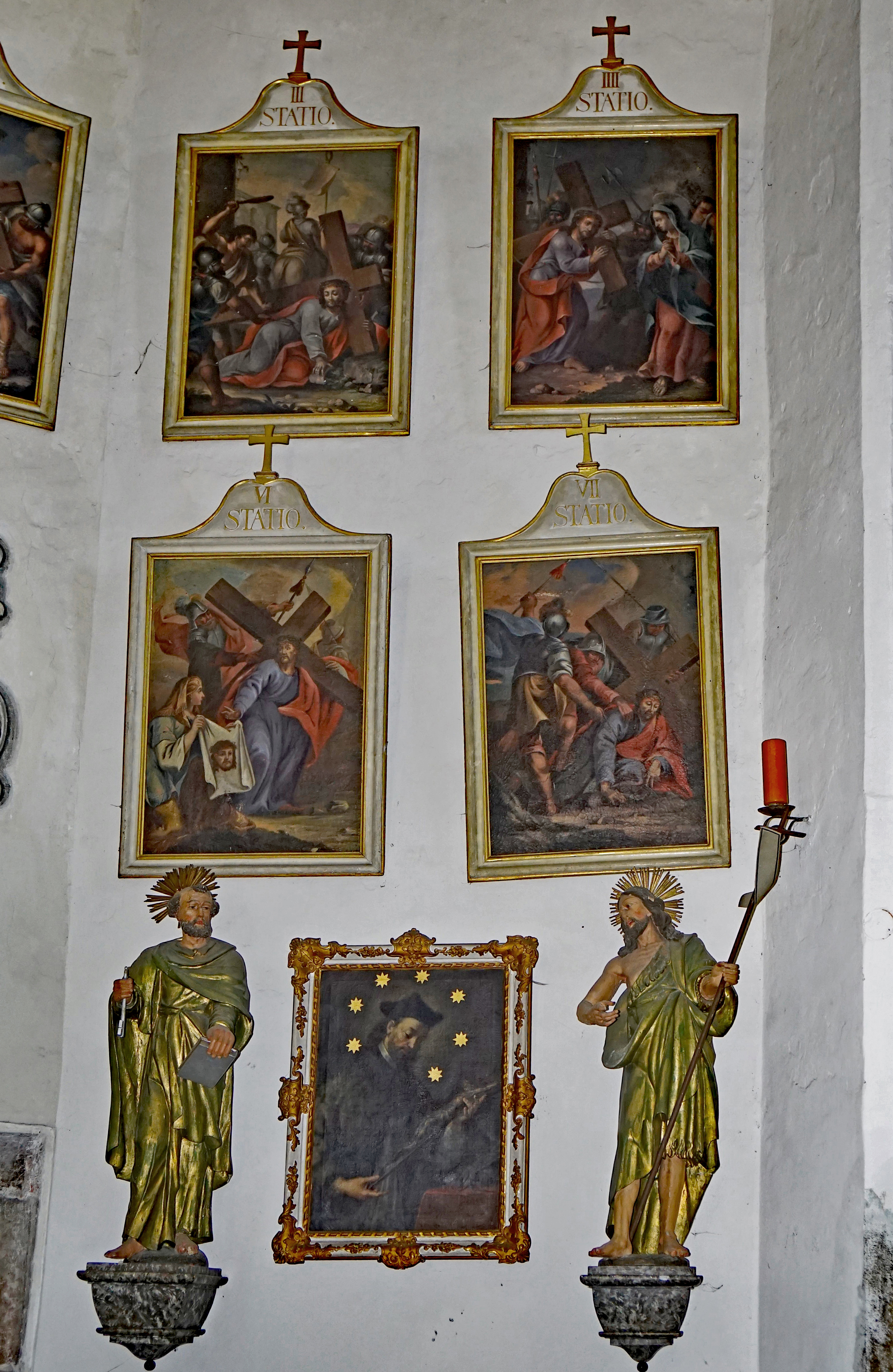
Kreuzweg-Gemälde, unten ein Gemälde des hl. Nepomuk sowie Konsolstatuen des Apostels Petrus und Johannes des Täufers

## Orgel

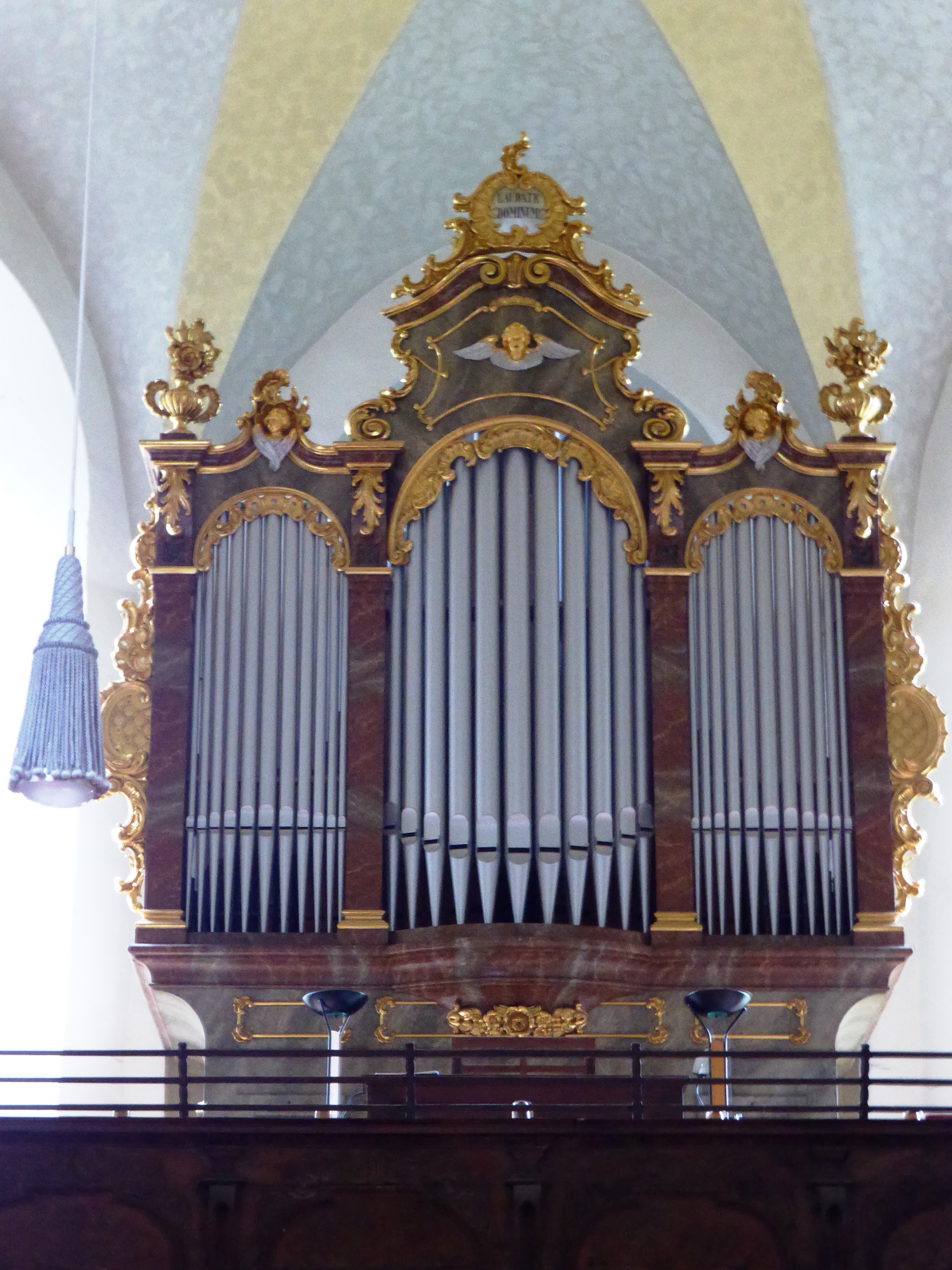
Franz-Borgias-Maerz-Orgel (2007)

Die Orgel wurde 1907 von Franz Borgias Maerz erbaut und im Jahr 2003 dank der Ernst von Siemens Kunststiftung von der Orgelbaufirma Link restauriert. Sie hat 10 Register auf zwei Manualen und Pedal mit folgender Disposition:
| I Manual C–f3  |       |  |
| Principal      | 8′    |  |
| Gedeckt        | 8′    |  |
| Viola da Gamba | 8′    |  |
| Octave         | 4′    |  |
| Mixtur III     | 2 ⁄3′ |  |

| II Manual C–f3 |    |  |
| Tibia          | 8′ |  |
| Salicional     | 8′ |  |
| Traversflöte   | 4′ |  |

| Pedalwerk C–d1 |     |  |
| Subbaß         | 16′ |  |
| Violon         | 16′ |  |

- Koppeln: II/I, I/P, II/P
- Spielhilfen: Piano, Forte, Tutti

## Glocken
Im auf dem Kuppeldach aufsitzenden Turm mit Zwiebelhaube hängen zwei Kirchenglocken aus Bronze:
- Glocke eins, ursprünglich aus dem Kloster Seeon stammend und 1723 von Langenegger, München gegossen, wiegt 300 kg und ist auf den Schlagton a′+0 gestimmt. Sie ist mit folgender Inschrift versehen: ANNAE MATRIS VIRGINIS MARIAE D: D: COLUMBANUS ABBAS IN SEON ANNO MDCCXXIII.
- Glocke zwei wurde 1952 von Karl Czudnochowsky, Erding gegossen. Bei einem Durchmesser von 750 mm wiegt sie 197 kg und ist auf den Ton c″+1 gestimmt.